# 金炳周
金 炳周（キム・ビョンジュ、朝: 김병주、英: Kim Byung-Joo、1968年1月14日- ）は韓国出身の柔道選手。階級は78kg級。

## 人物
1989年の世界選手権では決勝で持田達人を判定で破って優勝した。1990年の嘉納杯では決勝で吉田秀彦に判定で敗れると、2週間後の世界学生決勝では、吉田に内股で敗れて再び2位に終わった。1992年バルセロナオリンピックでは3位となった。その後、バルセロナオリンピック72kg級で優勝した韓国の金美廷と結婚した。

## 主な戦績
- 1986年 - 国際高校柔道選手権大会　2位
- 1987年 - 韓国国際　3位
- 1989年 - 世界選手権　優勝
- 1990年 - フランス国際　3位
- 1990年 - 嘉納杯　2位
- 1990年 - 世界学生　2位
- 1991年 - フランス国際　3位
- 1992年 - ブルガリア国際　優勝
- 1992年 - フランス国際　優勝
- 1992年 - ドイツ国際　優勝
- 1992年 - バルセロナオリンピック　3位
- 1993年 - 環太平洋柔道選手権大会　優勝